# Isamu Akasaki

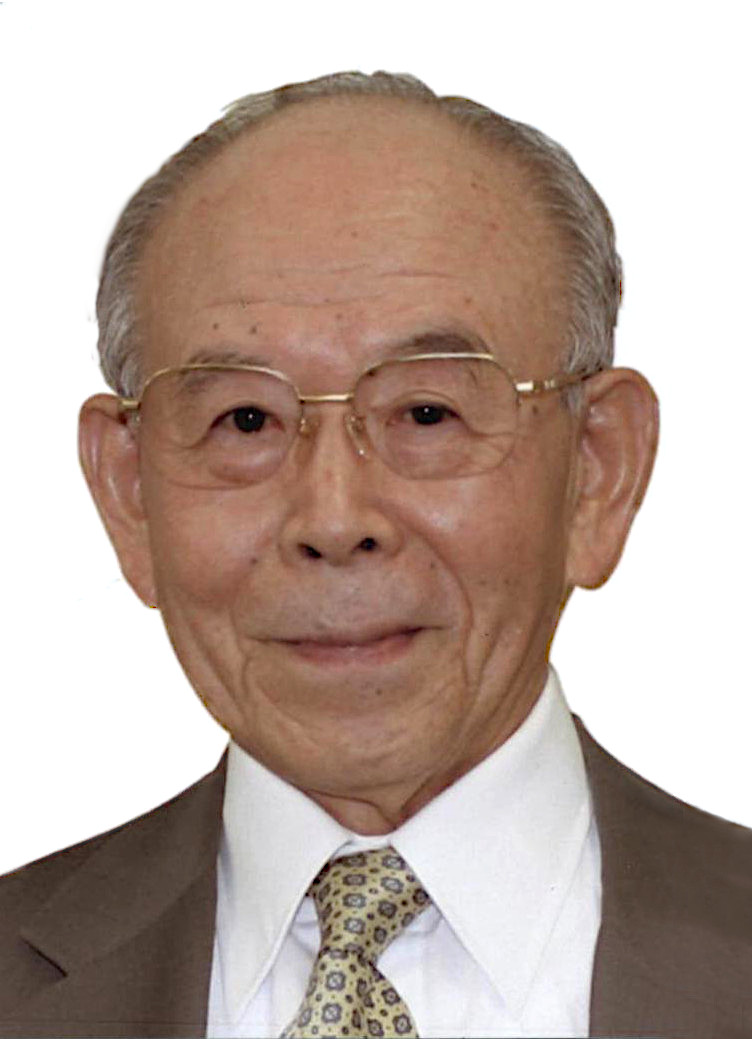
Isamu Akasaki (2011)

Isamu Akasaki (japanisch 赤崎 勇, Akasaki Isamu; * 30. Januar 1929 Chiran in der Präfektur Kagoshima; † 1. April 2021 in Nagoya) war ein japanischer Ingenieurwissenschaftler.
Akasaki stellte 1989 erstmals blaue Leuchtdioden, basierend auf dem p-n-Übergang, mit dem Halbleitermaterial Galliumnitrid her. Er erhielt dafür im Jahr 2011 die von der IEEE vergebene Auszeichnung IEEE Edison Medal. Im Jahr 2014 wurde er gemeinsam mit Hiroshi Amano und Shuji Nakamura mit dem Nobelpreis für Physik ausgezeichnet.

## Leben und Wirken
Isamu Akasaki wurde in Chiran, heute Teil von Minamikyūshū in der Präfektur Kagoshima geboren. Er studierte zunächst bis 1952 Elektrotechnik an der Universität Kyōto. Nach Tätigkeit in der Industrie ging er 1959 als Forschungsassistent an die Universität Nagoya, wo er 1964 promoviert wurde. Erste Arbeiten im Bereich der Optoelektronik und Leuchtdioden erfolgten in den späten 1960er und frühen 1970er Jahren, unter anderem bei Matsushita, wo er die metallorganische Gasphasenepitaxie (MOVPE) zur Herstellung von Kristallen aus Galliumnitrid verwendete. Im Jahr 1981 wurde er Professor an der Universität Nagoya und setzte dort die MOVPE zur Herstellung hochreiner Einkristalle aus Galliumnitrid (GaN) auf einem Saphir als Substrat ein. Dieses hochreine GaN konnte er in der Folge mit Magnesium p-dotieren, zur n-Dotierung kam Silizium zur Anwendung, so dass er in Summe einen p-n-Übergang mit GaN herstellen konnte, welcher als direkter Halbleiter eine Bandlücke im blau-grünen Farbbereich aufweist. Damit gelang ihm 1989 die Herstellung der ersten effizienten blauen Leuchtdiode. Vorher gab es nur blaue LEDs, die auf dem indirekten Halbleiter Siliciumcarbid basierten. Diese LEDs kamen schon in den 1970ern auf den Markt, konnten sich aber aufgrund der geringen Effizienz nie durchsetzen. Im Jahr 1992 wurde er emeritiert und ging als Professor und Direktor des Research Center for Nitride Semiconductor Core Technologies an die Meijō-Universität, wo er bis 2019 tätig war. Dort und an der Universität Nagoya führte Akasaki einen großen Teil der Arbeiten durch, für die er später den Nobelpreis erhielt.
Akasaki wurden für seine Forschungen hunderte von Patenten erteilt. Mit Lizenzgebühren für Patente aus seiner Arbeit mit seinem damaligen Studenten Hiroshi Amano wurde an der Universität Nagoya ein neues Forschungsinstitut, das 2006 fertiggestellte Nagoya University Akasaki Institute finanziert.
Isamu Akasaki starb Anfang April 2021 in einem Krankenhaus in Nagoya an einer Lungenentzündung. Er wurde 92 Jahre alt.

## Ehrungen und Auszeichnungen (Auswahl)
- 2002 Outstanding Achievement Award (engl. für Gyōseki-shō) von der Japan Society of Applied Physics (JSAP) (Ōyō Butsuri Gakkai)
- 2002 Orden der Aufgehenden Sonne, japanische Auszeichnung für außergewöhnliche Verdienste im zivilen oder militärischen Bereich
- 2004 Person mit besonderen kulturellen Verdiensten
- 2009 Kyoto-Preis, im Bereich Optoelektronik
- 2011 IEEE Edison Medal
- 2011 Kulturorden
- 2014 Nobelpreis für Physik
- 2015 Charles-Stark-Draper-Preis
- 2021 Queen Elizabeth Prize for Engineering